# Fizjologia człowieka
Fizjologia człowieka – nauka zajmująca się procesami życiowymi organizmu ludzkiego (czynnościami i funkcjami jego komórek, tkanek i narządów oraz prawami, które tymi funkcjami rządzą).
Podstawowym pojęciem fizjologii jest homeostaza – równowaga fizykochemiczna w organizmie umożliwiająca jego funkcjonowanie. Wszystkie komórki i narządy współdziałają w celu jej utrzymania.
W swych badaniach opiera się na fizyce, chemii, biologii, a także współpracuje z cytologią, anatomią, biofizyką, biochemią, elektroniką i wieloma innymi. Poszczególne działy fizjologii są również podstawą nauk klinicznych. Na przykład na fizjologii układu dokrewnego opiera się endokrynologia, a na fizjologii układu krążenia - kardiologia. Fizjologia zwierząt i człowieka stanowi łącznik pomiędzy biologią i medycyną.
Wyróżniamy fizjologię: ogólną, porównawczą, zwierząt, roślin, człowieka i patologiczną (patofizjologię).
W zakres fizjologii wchodzi nie tylko wiedza o prawidłowym funkcjonowaniu organizmu, ale też o sposobach przywracania właściwego działania gdy zostanie ono zaburzone. Stan zakłócenia tego prawidłowego działania nazywa się patologią.

## Podział
- fizjologia komórki - cytologia
- fizjologia układu nerwowego - neurofizjologia
- fizjologia układu krążenia
- fizjologia układu oddechowego
- fizjologia układu dokrewnego
- fizjologia układu pokarmowego
- fizjologia układu ruchu
- fizjologia układu moczowo-płciowego
- fizjologia układu odpornościowego - immunologia
- fizjologia patologiczna – patofizjologia

Przeczytaj ostrzeżenie dotyczące informacji medycznych i pokrewnych zamieszczonych w Wikipedii.